# Sự kiện proton Mặt Trời

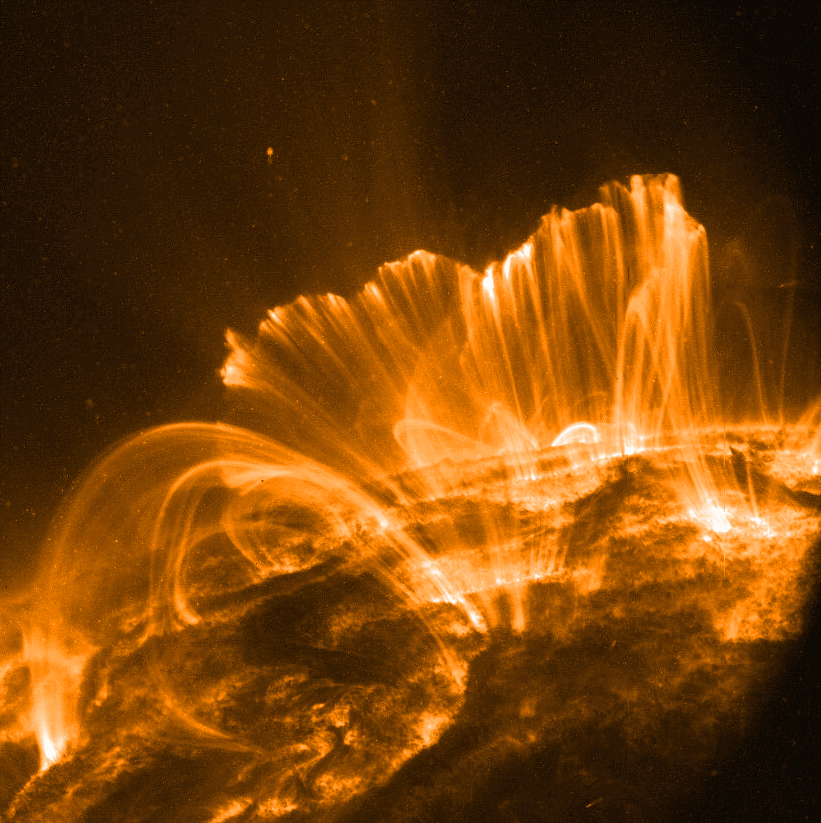
Các vòng lặp sau phun trào sau solar flare, ảnh được chụp bởi vệ tinh TRACE.

Sự kiện proton Mặt Trời, hay cơn bão proton (tiếng Anh: solar particle event (SPE), còn được gọi là solar energetic particle (SEP) event hoặc solar radiation storm) là một hiện tượng của Mặt Trời, xảy ra khi các hạt do Mặt Trời phát ra, chủ yếu là proton, tăng tốc trong bầu khí quyển của Mặt Trời trong một vụ solar flare hoặc trong không gian liên hành tinh bởi sóng xung kích coronal mass ejection.
Các hạt khác như các ion heli và HZE cũng có thể được tăng tốc trong sự kiện này. Chúng có thể xâm nhập vào từ trường Trái Đất và gây ra sự ion hóa trong tầng điện ly. Hiệu ứng này tương tự như cực quang, ngoại trừ hạt liên quan là proton chứ không phải là electron. Các proton năng lượng là một mối nguy hiểm bức xạ đáng kể đối với tàu vũ trụ và các phi hành gia.

## Miêu tả
SPE xảy ra khi các hạt tích điện trong bầu khí quyển của Mặt Trời được gia tốc đến vận tốc cực cao. Những hạt tích điện này, được gọi là các hạt năng lượng Mặt Trời, có thể thoát ra ngoài không gian liên hành tinh, nơi chúng đi theo từ trường liên hành tinh.
Khi các hạt năng lượng Mặt Trời tương tác với từ quyển của Trái Đất, chúng được dẫn bởi từ trường Trái Đất về phía bắc và nam cực, nơi chúng có thể thâm nhập vào tầng khí quyển phía trên.